# Ернст Стояспал
Ернст Стояспал (нім. Ernst Stojaspal, нар. 14 січня 1925, Відень — пом. 3 квітня 2002, Монтіньї-ле-Мец, Франція) — австрійський футболіст чеського походження, нападник.

## Футбольна кар'єра
У вісімнадцять років дебютував у вищому дивізіоні в складі клубу «Остбан-XI». До «Аустрії» перейшов у сезоні 1944/45 і відразу став одним з лідерів команди. В першому післявоєнному чемпіонаті команда вперше в історії Австрії забиває понад сто м'ячів за турнір, у Стояспала — по три голи в кожних двох матчах. 
В грудні 1946 року в Мілані дебютував за збірну. Перемогли італійці, але свій м'яч Стояспал забив. В наступних двох чемпіонатах — знову найкращий бомбардир. В 1948 бере участь у лондонській Олімпіаді. В 1949 з «Аустрією» виграє чемпіонат та кубок Австрії.
На ЧС-1954 провів чотири поєдинка та забив три голи. Два м'ячі у зустрічі групового етапу — чехам і один в матчі за 3-є місце — Уругваю.
Після чемпіонату світу переїздить до Франції, де грає за різні команди до 1962 року. В 60-х роках займався тренерською діяльністю у Франції, Швейцарії та Бельгії.

## Досягнення

### Командні
- Бронзовий призер чемпіонату світу: 1954
- Чемпіон Австрії (3): 1949, 1950, 1953
- Віце-чемпіон Австрії (3): 1946, 1952, 1954
- Третій призер чемпіонату Австрії (2): 1948, 1951
- Володар кубка Австрії (2): 1948, 1949
- Фіналіст кубка Австрії (1): 1947

### Індивідуальні
- Найкращий бомбардир чемпіонату Австрії (5): 1946 (34), 1947 (18), 1948 (24), 1952 (31), 1953 (30)
- Бомбардир № 8 чемпіонату Австрії: 224 гола.
- Рекордсмен чемпіонату Австрії по середній результативності: 1,14 гола за матч.
- 53-є місце в рейтингу IFFHS «Найкращі бомбардири національних чемпіонатів світу»: 306 голів.[2]

## Статистика
| Клуб                 | Сезон             | Чемпіонат | Чемпіонат | Кубок | Кубок | Всього | Всього |
| Клуб                 | Сезон             | Матчі     | Голи      | Матчі | Голи  | Матчі  | Голи   |
| -------------------- | ----------------- | --------- | --------- | ----- | ----- | ------ | ------ |
| «Остбан-XI» (Відень) | 1942/43           | 12        | 5         | ?     | ?     | 12     | 5      |
| «Остбан-XI» (Відень) | 1943/44           | D-2       | D-2       | ?     | ?     | ?      | ?      |
| «Остбан-XI» (Відень) | 1944/45           | D-2       | D-2       | ?     | ?     | ?      | ?      |
| «Аустрія» (Відень)   | 1944/45           | 2         | 1         | -     | -     | 2      | 1      |
| «Аустрія» (Відень)   | 1945/46           | 22        | 34-Б      | 3     | 1     | 25     | 35     |
| «Аустрія» (Відень)   | 1946/47           | 18        | 18-Б      | 5     | 17    | 23     | 35     |
| «Аустрія» (Відень)   | 1947/48           | 15        | 24-Б      | 7     | 12    | 22     | 36     |
| «Аустрія» (Відень)   | 1948/49           | 18        | 19        | 8     | 8     | 26     | 27     |
| «Аустрія» (Відень)   | 1949/50           | 19        | 18        | -     | -     | 19     | 18     |
| «Аустрія» (Відень)   | 1950/51           | 24        | 30        | -     | -     | 24     | 30     |
| «Аустрія» (Відень)   | 1951/52           | 21        | 31-Б      | -     | -     | 21     | 31     |
| «Аустрія» (Відень)   | 1952/53           | 24        | 30-Б      | -     | -     | 24     | 30     |
| «Аустрія» (Відень)   | 1953/54           | 22        | 14        | -     | -     | 22     | 14     |
| «Аустрія» (Відень)   | Всього            | 185       | 219       | 23    | 38    | 208    | 257    |
| «Расинг» (Страсбур)  | 1954/55           | 32        | 28        | 4     | 5     | 36     | 33     |
| «Расинг» (Страсбур)  | 1955/56           | 33        | 18        | 3     | 3     | 36     | 21     |
| «Расинг» (Страсбур)  | 1956/57           | 30        | 11        | 5     | 4     | 35     | 15     |
| «Расинг» (Страсбур)  | 1957/58           | D-2 (10)  | D-2 (6)   | -     | -     | -      | -      |
| «Расинг» (Страсбур)  | Всього            | 95        | 57        | 12    | 12    | 107    | 69     |
| «Безьє»              | 1957/58           | 25        | 5         | 3     | 1     | 28     | 6      |
| «Безьє»              | 1958/59           | D-2 (10)  | D-2 (4)   | -     | -     | -      | -      |
| «Монако»             | 1958/59           | 23        | 10        | 4     | 2     | 27     | 12     |
| «Труа»               | 1959/60           | D-2 (38)  | D-2 (19)  | 4     | 2     | 4      | 2      |
| «Труа»               | 1960/61           | 24        | 3         | -     | -     | 24     | 3      |
| «Мец»                | 1961/62           | 19        | 6         | 4     | 0     | 25     | 6      |
| Всього у Франції     | Всього у Франції  | 186       | 81        | 27    | 17    | 215    | 98     |
| Всього в Австрії     | Всього в Австрії  | 197       | 224       | 23    | 38    | 220    | 262    |
| Всього за кар'єру    | Всього за кар'єру | 383       | 305       | 50    | 55    | 435    | 360    |